# Phụ nữ Hồi giáo

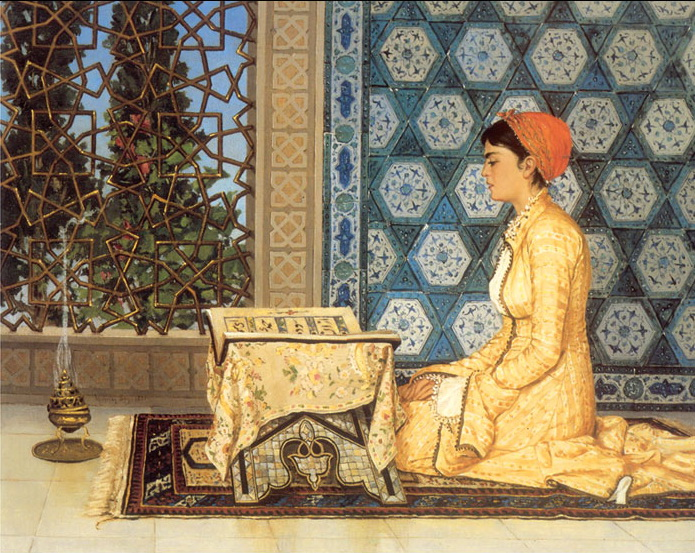
Cô gái đọc kinh Qur'ān (Kuran Okuyan Kız), một bức tranh năm 1880 của Ottoman polymath Osman Hamdi Bey, người có tác phẩm thường miêu tả phụ nữ tham gia vào các hoạt động giáo dục.

Kinh nghiệm của người Hồi giáo là phụ nữ (tiếng Ả Rập: مسلمات Muslimāt, số ít مسلمة Muslima) rất khác nhau giữa và trong các xã hội khác nhau. Đồng thời, việc tuân thủ luật lệ Hồi giáo của họ là một yếu tố chung ảnh hưởng đến cuộc sống của họ ở một mức độ khác nhau và mang lại cho họ một bản sắc chung có thể kết nối những sự khác biệt về văn hóa, xã hội và kinh tế giữa họ.
Những ảnh hưởng đóng vai trò quan trọng nhất trong việc xác định vị thế xã hội, tinh thần và vũ trụ của phụ nữ trong quá trình lịch sử Hồi giáo là: kinh sách thiêng liêng của đạo Hồi, Qur'an; Ḥadīth, đó là những truyền thống liên quan đến hành động và cách ngôn của nhà tiên tri Hồi giáo Muḥammad; ijmā ', đó là một sự đồng thuận, thể hiện hoặc ngầm, về một câu hỏi về pháp luật; qiyās, nguyên tắc theo luật của Qur'an và Sunnah hoặc phong tục tiên tri được áp dụng cho các tình huống không được quy định rõ ràng bởi hai nguồn luật này; và fatwa, các ý kiến hoặc quyết định được công bố không ràng buộc liên quan đến giáo lý tôn giáo hoặc các phần của pháp luật. Những ảnh hưởng khác bao gồm truyền thống văn hóa tiền Hồi giáo; luật thế tục, được chấp nhận hoàn toàn trong Hồi giáo miễn là chúng không mâu thuẫn trực tiếp với giới luật Hồi giáo; các cơ quan tôn giáo, bao gồm các cơ quan do chính phủ kiểm soát như Hội đồng Ulema của Indonesia và Diyanet của Thổ Nhĩ Kỳ; và các bậc thầy tâm linh, đặc biệt nổi bật trong chủ nghĩa thần bí Hồi giáo hoặc Sufi giáo. Nhiều bậc thầy  –  bao gồm có lẽ là người nổi tiếng nhất, Ibn al-'Arabī  – chính họ đã tạo
ra các kinh sách làm sáng tỏ tính biểu tượng siêu hình của nguyên tắc nữ tính trong Hồi giáo.
Các nguồn kinh sách trên được người Hồi giáo Chính thống, cả Sunni và Shi'a – chiếm khoảng 90% dân số Hồi giáo trên thế giới  – và những người theo chủ nghĩa cơ bản về ý thức hệ, đáng chú ý nhất là những người theo đạo Wahhabism hoặc Salafism, chiếm khoảng 9% tổng số người Hồi giáo, hiểu và giải thích khác nhau đáng kể. Cụ thể, Wahhabis và Salafists có xu hướng bác bỏ hoàn toàn chủ nghĩa thần bí và thần học; điều này có ý nghĩa sâu sắc đối với cách mà phụ nữ và nữ tính được cảm nhận trong các giáo phái này. Ngược lại, trong Chính thống giáo Hồi giáo, cả hai trường phái thần học Sunni, Shia và Sufi giáo ít nhất đều có ảnh hưởng đến cách nhìn về phụ nữ.